# Barrisca
Genre
Barrisca est un genre d'araignées aranéomorphes de la famille des Trechaleidae.

## Distribution
Les espèces de ce genre se rencontrent au Pérou, en Colombie, au Venezuela et au Panamá.

## Liste des espèces
Selon World Spider Catalog (version 17.0, 23/04/2016) :
- Barrisca kochalkai Platnick, 1978
- Barrisca nannella Chamberlin & Ivie, 1936

## Publication originale
- Chamberlin & Ivie, 1936 : New spiders from Mexico and Panama. Bulletin of the University of Utah, vol. 27, no 5, p. 1-103 (texte intégral).